# صحة عالمية

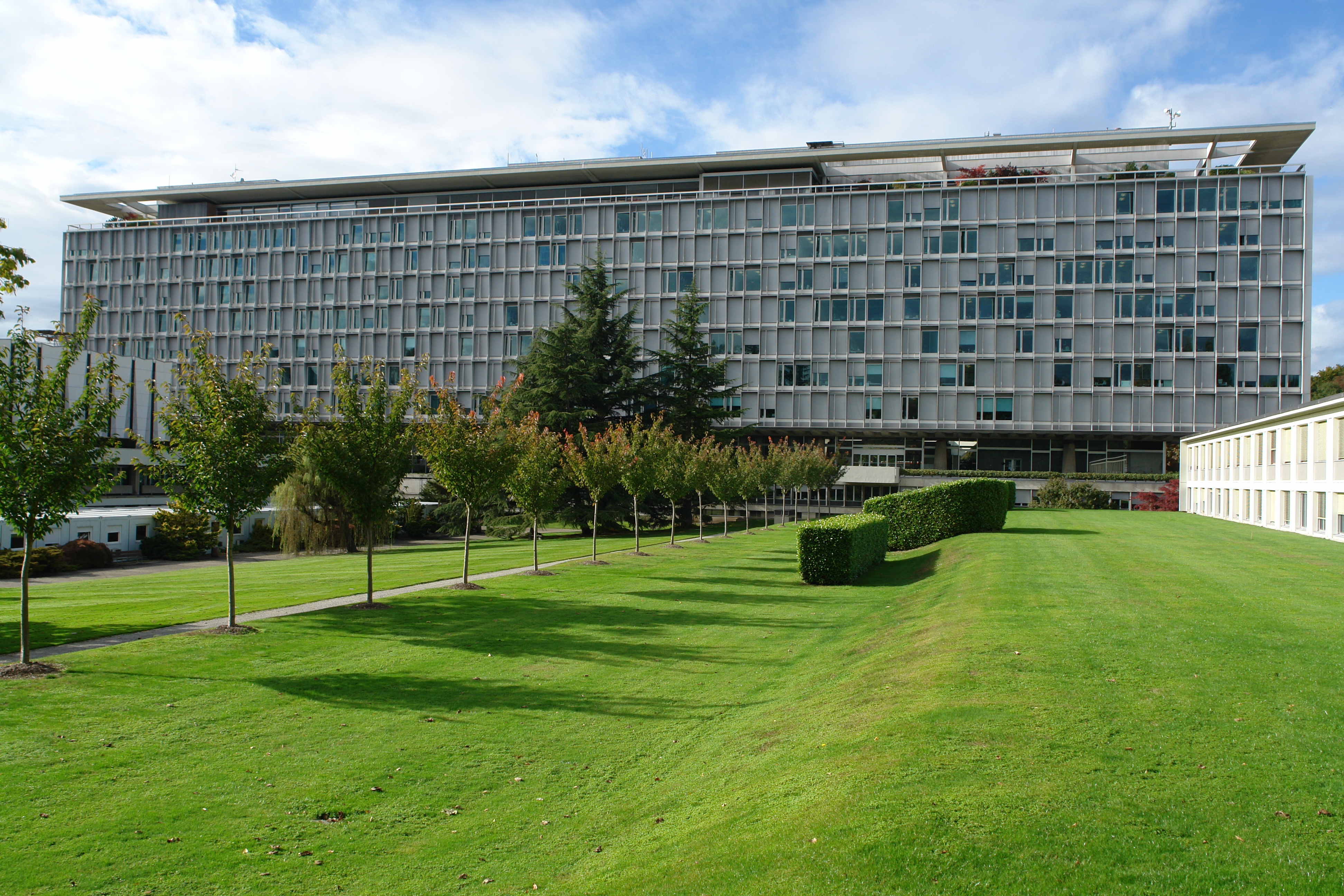

تمثل الصحة العالمية (بالإنجليزية: Global Health)‏ صحة سكان العالم أجمع في سياق عالمي والتي تتجاوز أبعاد واهتمامات كل دولة أو أمة على حدة. وبالتالى يتم التأكيد والتركيز على المشكلات الصحية التي تتجاوز الحدود القومية أو ذات التأثير السياسي والاقتصادي العالمي، وقد تم تعريف مصطلح الصحة العالمية على أنه مجال الدراسة والبحث والتطبيق الذي يعطى الأولوية لتحسين الصحة وتحقيق العدالة الصحية لكل الأفراد في كل أنحاء العالم، وبهذا نخلص إلى أن الصحة العالمية تختص بالتقدم والتحسن العالمي في الصحة وانخفاض حجم التفاوت في مستوى الصحة العامة والوقاية من كل ما يهدد صحة الفرد عالمياً والتي تتجاوز وتتخطى الحدود القومية لتنتشر على نطاقٍ عالميٍ. أما تطبيق تلك المبادئ والأسس في مجال الصحة النفسية (بالإنجليزية: mental health)‏ فيطلق عليه الصحة النفسية العالمية (بالإنجليزية: Global Mental Health)‏.
وتعتبر منظمة الصحة العالمية(who) المؤسسة العالمية الرئيسية للصحة. هذا بالإضافة إلى أن هناك منظماتٍ ومؤسساتٍ أخرى ذات تأثيرٍ على أنشطة الصحة العالمية ومنها اليونسيف UNICEF وبرنامج الغذاء العالمي World Food Program (WFP) بالإضافة إلى البنك الدولي ولعل إحدى المبادرات الرائدة في مجال تحسين الصحة العالمية هو إعلان الأمم المتحدة للألفية والمرامي الإنمائية للألفية (بالإنجليزية: Millennium Development Goals)‏.

## التأريخ
في عام 1948، اجتمعت الدول الأعضاء في منظمة الأمم المتحدة المشكلة حديثاً لتشكيل منظمة الصحة العالمية World Health Organization ، حيث دعا إلى ذلك وباء الكوليرا الذي قضى على 20.000 شخص في مصر في عامى 1947 و1948 مما ساعد على حث المجتمع الدولي إلى التحرك بخطى سريعة لاحتواء تلك الكارثة.
ولعل أحد أهم الإنجازات منذ ذلك الحين في مجتمع الصحة العالمية هو إبادة وباء الجدرى (بالإنجليزية: smallpox)‏، حيث تم تسجيل آخر حالةْ أُصيبت طبيعياً بانتقال عدوى في عام 1977. إلا أنه وبصورةٍ غريبةٍ، فإن النجاح في إبادة وباء الجدرى نتجت عنه ثقةٌ زائدةٌ في الذات، إلا أن الجهود اللاحقة للقضاء على الملاريا والأمراض الأخرى لم يكن بنفس الكفاءة والفعالية. وهناك بالفعل حوارٍ قائمٍ حول مجتمع الصحة العالمية حول ما إذا كان من الواجب إغفال دور حملات الإبادة واستبدالها ببرامج الاحتواء والصحة الأولية الأقل تكلفةٍ والأكثر فعاليةٍ.

## رؤى انضباطية للصحة العالمية
يعد مجال الصحة العالمية أحد مجالات البحث في نقطة الالتقاء بين تخصصات العلوم الطبية (بالإنجليزية: medical Sciences)‏ والاجتماعية (بالإنجليزية: social science)‏ المختلفة ومنها؛ الدراسة الاحصائية للسكان (بالإنجليزية: Demography)‏، اقتصاد (علم) (بالإنجليزية: Economics)‏، علم الأوبئة (بالإنجليزية: Epidemiology)‏، علم الاقتصاد السياسى (بالإنجليزية: Political economy)‏ وعلم الاجتماع (بالإنجليزية: Sociology)‏. حيث أنه يركز من رؤى ومنظوراتٍ انضباطيه متنوعةٍ على محددات وتوزيع الصحة في كل السياقات العالمية.
و يُعَرِف منظور خاص بعلم الأوبئة المشكلات الصحية العالمية. في حين يصف المنظور الطبى تحليل الأمراض الرئيسية، ويشجع على الوقاية منها، تشخيصها ومن ثم علاجها.
أما المنظور الاقتصادى فيؤكد على أسلوبي فعالية التكلفة وفائدة التكلفة لكلٍ من حصة الفرد والشعب الصحية. إلا أن التحليل الإجمالي، على سبيل المثال من منظور الحكومات والمنظمات الغير حكومية، يركز على تحليل القطاع الصحى. في الوقت ذاته، نجد أن تحليل فعالية التكلفة تقارن كلاً من التكاليف والآثار الصحية لأي صورةٍ من صور التدخل، في محاولةٍ لتقييم ما إذا كانت الاستثمارات في مجال الصحة ذات قيمةٍ ونفعٍ أم لا من ناحية المنظور الاقتصادى. كما أنه من الضرورى التمييز بين التدخلات المستقلة وبين التدخلات الحصوية القائمة على التبادل مع بعضها البعض. فبالنسبة للتدخلات المستقلة، نجد أن متوسط نسبة فعالية التكلفة مرضيةٌ وكافيةٌ، ولكنه عند مقارنة التدخلات القائمة على التبادل مع بعضها البعض، فلا بد من استخدام نسب فعالية التكلفة الإضافية. وتقترح المقارنات الأخيرة هنا كيفية تحقيق أقصى قدرٍ من الإنجازات الخاصة بالرعاية الصحية من كل المصادر المتاحة.
يركز تحليل صحة الفرد من ذلك المنظور على المطلوب والموارد المتاحة في المجال الصحى. فالمطالبة بالرعاية الصحية مشتقة من المطلب الرئيسى للصحة. حيث تصبح الرعاية الصحية مطلوبةً كوسيلةٍ للمستهلكين لتحقيق مخزون أكبر من «الرأسمال الصحى». ويمكن الحصول على المستوى الأمثل للاستثمار في مجال الصحة عندما تتساوى التكلفة الهامشية للرأسمال الصحى مع الفائدة أو الربح الهامشى الناتج عن ذلك الاستثمار. (MC=MB)، والذي يشير إلى (التكلفة الهامشية = الربح الهامشى). هذا وبمرور لوقت، تنخفض قيمة الصحة بمعدل معين δ. ويشار إلى معدل الاهتمام العام بالرمز (r). وتركز مصادر التمويل الصحى على توفير دعم الممولين، وتشكيل السوق، تنظيمه، والقضايا والموضوعات المرتبطة بالتباينات الاستخباراتية، بالإضافة إلى دور المنظمات الغير حكومية والحكومية في توفير الدعم الصحى.
وهناك إتجاه آخر أخلاقى يؤكد على الاعتبارات التوزيعية. حيث يمثل قانون الإنقاذ (بالإنجليزية: Rule of Rescue)‏، والذي صاغه.R. Jonsen (1986)، إحدى طرق مواجهة مشكلات التوزيع. ويوضح ذلك القانون أنه عبارة عن 'مهمةٍ معروفةٍ ومحددةٍ لإنقاذ حياة المعرضين للخطر حيثما أمكن ذلك'. وتعد أفكار جون رولزJohn Rawls المعبرة عن العدالة الغير قابلة للتجزء أو الحتحيز، حيث يقول أنها تعبر عن منظور تعاقدى خاص بعملية التوزيع. حيث قام أمارتيا سن (بالإنجليزية: AmartyaSen)‏ بتطبيق تلك الأفكار لمواجهة الملامح والسمات المحورية للعدالة الصحية. أما البحث في مجال الأخلاق الحيوية  فيهتم بفحص الالتزامات الدولية للعداله، في ثلاثة مجالاتٍ متفاوتةٍ على نطاقٍ واسعٍ: (1) متى تكون اللامساواة العالمية في مجال الصحة غير عادلة؟؛ (2) من أين تاتى اللامساواة الدولية في مجال الصحة؟ و (3) كيف يمكننا الوفاء بالاحتياجات الصحية بصورةٍ عادلةٍ إن لم نستطع الوفاء بها ككل؟
في حين يركز النهج السياسي على اعتبارات واهتمامات الاقتصاد السياسى والمطبقة في مجال الصحة العالمية. حيث عبَّر مصطلح الاقتصاد السياسى بصورةٍ أصيلةٍ عن التركيز على دراسة الإنتاج، البيع والشراء وعلاقتهم بالقانون، الجمارك والحكومة. وعلى اعتبار نشأته من خلال الفلسفة الأخلاقية (مثال ذلك: البروفيسير آدام سميث، أستاذ الفلسفة الأخلاقية بجامعة غلاسكو) ينطوي علم الاقتصاد السياسي للصحة على كيفية تأثير اقتصاديات الدول المختلفة –وأنظمتها السياسية الحاكمة، ومن ثم الاقتصاد السياسي على مجموع نواتج الصحة السكانيه.

## مقاييس الصحة العالمية
يتوقف تحليل الصحة العالمية على كيفية قياس الأعباء الصحية وهناك مقاييسٍ كثيرةٍ منها DALY، QALY وقياس معدلات الوفاة. وبالتالى فعملية اختيار المقاييس قد تثير الكثير من الجدل وخلاف بالإضافة إلى أنها ينطوى على بعض الاعتبارات العملية والأخلاقية.

### متوسط عمر الافراد المتوقع
يشير متوسط عمر الفرد المتوقع إلى ذلك المقياس الإحصائى الخاص بحساب متوسط فترة حياة الفرد (متوسط فترة الحياة) لعينةٍ محددةٍ من السكان. حيث أنه في الغالب يشير إلى ذلك العمر المتوقع أن تصل إليه الفرد مجموعهٌ معينةٌ من السكان قبيل الوفاة (سواء تم تصنيفهم على أساس الدولة، العمر الحالى أو بناءً على أية متغيراتٍ ديموغرافيةٍ أخرى). وقد يشير متوسط عمر الفرد المتوقع أيضا إلى تلك الفترة المتبقية في حياة الفرد، التي يمكن حسابها أيضا في أي سنٍ ولأي جماعةٍ.

### سنوات الحياة المعدلة تحت تأثير الإعاقة
في حين يشير مصطلح سنوات الحياة المعدلة تحت تأثير الإعاقة (بالإنجليزية: disability-adjusted life year)‏ إلى مقياسٍ موجزٍ وسريعٍ لما يصاحب المرض والإعاقة والوفاة من تأثيراتٍ على صحة الأفراد. حيث تجتمع سنوات الحياة المعدلة تحت تأثير الإعاقة في مقياسٍ واحدٍ هو الوقت الذي يعيشه الفرد وهو يعاني من الإعاقة، بالإضافة إلى تلك الفترة المفقودة من العمر بسبب الوفاة المبكرة. ولعل أحد جوانب احتساب سنوات الحياة المعدلة تحت تأثير الإعاقة يتمثل في اعتبارها بمثابه فقدانٍ عامٍ من الحياة الصحية وإضافة عبء المرض كمقياسٍ للفجوة بين الحالة الصحية الحالية والوضع المثالى الذي يعيش فيه كل الافراد في سنوات العمر المتقدمة بعيداً عن الأمراض والإعاقة. على سبيل المثال، فان احتساب سنوات الحياة المعدلة تحت تأثير الإعاقة في ظل وجود مرضٍ معينٍ هي حاصل مجموع كلاً من (1): سنوات العمر المفقودة (بالإنجليزية:  years of life lost)‏ بسبب الوفاة المبكرة (بالإنجليزية:  premature mortality)‏ عند عينةٍ من الأفراد و (2): سنوات الحياة تحت تأثير الإعاقة لدى الحالات المسجلة للظروف الصحية. وهنا قد تمثل واحدةً فقط من سنوات الحياة المعدلة تحت تأثير الإعاقة عن فقدان عامٍ كاملٍ للعيش في صحةٍ جيدةٍ مكافئةٍ لذلك العام المفقود.

### سنوات الحياة المعدلة تحت تأثير الجودة
يمثل مقياس سنوات الحياة تحت تأثير الجودة (بالإنجليزية: Quality-adjusted life years)‏ أسلوباً لقياس عبء المرض (بالإنجليزية: disease burden)‏، بما فيها (إجراءات أسلوب القياس) نوعية وكيفية الحياة التي يعيشها الفرد كوسيلةٍ للقياس الكمي للفائدة التي تعود عليه من الرعاية الطبية. ويتطلب مقياس سنوات الحياة تحت تأثير الجودة (QALY) توفير كلٍ من المنفعة أو الفائدة ومخاطرة الحياد (بالإنجليزية: risk neutral)‏، بالإضافة إلى سلوكٍ ثابتٍ نسبياً للمقايضة. ويحاول مقياس سنوات الحياة تحت تأثير الجودة الجمع بين فترة الحياة المتوقعه بجودة الحياة المتوقعة في رقمٍ واحدٍ: فإذا كانت قيمة عامٍ إضافيٍ من الحياة الصحية المتوقعه تساوى قيمة عامٍ واحدٍ بالحساب الزمنى، فبالتالى سيكون عامٌ من توقع الحياة الصحية الأقل سيساوى أقل من عامٍ واحدٍ. كما تعتمد حسابات مقياس سنوات الحياة تحت تأثير الجودة على أساس مقاييس القيمة التي يضعها الأفراد للعدد المتوقع من السنوات التي يعيشها الفرد. وتلك المقاييس يمكن إجراؤها بطرقٍ عديدةٍ: من خلال التقنيات التي تحاكي المغامرة أو المضاربة المرتبطة بأفضل بدائلٍ للأوضاع والظروف الصحية، أو من خلال استخدام الأدوات القائمة على عيش بعضاً أو كل أوقات الحياة التي قد توفرها العلاجات الطبية بهدف تحقيق وقتاً أقصر للحياة ولكن بجودة حياةٍ أعلى وأفضل. وبالتالى فإن مقياس سنوات الحياة تحت تأثير الجودة يفيد في عملية التحليل النفعى، إلا أنه لا يتضمن في حد ذاته اعتبارات العدالة والمساواة.

### معدل وفيات الرضع والأطفال
تمثل مقاييس «متوسط عمر الافراد المتوقع»، «سنوات الحياة المعدلة تحت تأثير الإعاقة»، و«سنوات الحياة المعدلة تحت تأثير الجودة» متوسط أعباء المرض تمثيلاً جيداً. إلا أنه برغم ذلك، فإن مقياس «معدل وفيات الرضع والأطفال الأقل من خمس سنوات» يعد أكثر تحديداً في تمثيل الوضع الصحى في أفقر القطاعات السكانية. ولذلك فإن التغيرات في تلك المقاييس الكلاسيكية مفيدة خصيصاً في حالة التركيز على المساواة في الرعاية الصحية. ولتلك المقاييس أهميتها أيضاً في الدعوة إلى حقوق الطفل (بالإنجليزية: children's rights)‏، حيث توفى 56 مليون شخصٍ تقريباً في عام 2001، من بينهم 10.6 مليون طفلٍ تحت سن الخامسة و99% من هؤلاء الأطفال كانوا يعيشون في دولٍ متوسطةٍ ومنخفضةٍ الدخل، مما يشير هذا إلى أن نحو 30.000 طفلاً يموتون يومياً.

### مقاييس انتشار المرض
تشتمل مقاييس انتشار المرض على معدل الحوادث بالإضافة إلى الحوادث المنتشرة والتراكمية. حيث يعبر معدل الحوادث عن مخاطر تنمية وتطوير بعض الظروف الجديدة ضمن فترةٍ محددةٍ من الوقت. وبالرغم من أنه يتم التعبير عنه (معدل الحوادث) ببساطةٍ بصورةٍ انسيابيةٍ على أنها عدد الحالات الجديدة في أثناء فترةٍ زمينةٍ محددةٍ، إلا أنه من الأفضل التعبير عنه إما بصورة نسبة وتناسب، أو قاسمٍ (كبسطٍ ومقامٍ).

## الظروف الصحية

### عبء الأمراض الجراحية (التي تتطلب إجراء جراحة)
على الرغم من أن الأمراض المعدية مثل [فيروس نقص المناعة البشرية] (بالإنجليزية: HIV)‏ تسفر عن وقوع خسائرٍ صحيةٍ ضخمةٍ في البلدان المنخفضة الدخل، إلا أن الحالات الجراحية بما في ذلك الحوداث والصدمات الناجمة عن حوادث الطرق أو غيرها من الإصابات، الأورام الخبيثة، التهابات الأنسجة اللينة، التشوهات الخِلْقِية، ومضاعفات الولادة تسهم بصورةٍ كبيرةٍ ودالةٍ في زيادة عبء المرض وإعاقة التنمية الاقتصادية.  فمن المقدر أن الأمراض الجراحية تمثل نسبة (11%) من أعباء المرض العالمية، حيث تمثل الإصابات نسبة 38% من نسبة أعباء الأمراض الجراحية تلك، في حين تمثل الأورام الخبيثة نسبة 19 ٪، التشوهات الخلقية نسبة 9 ٪، وترجع نسبة 6٪ لمضاعفات الحمل، وإعتام عدسة العين بنسبة 5٪، بينما ترجع نسبة 4٪ المتبقية إلى الظروف المرتبطة بفترة عملية الولادة. ومن المقدر أن تتواجد معظم حالات (سنوات الحياة تحت تأثير الإعاقة الجراحية) بمنطقة جنوب شرق آسيا (والتي تصل إلى 48 مليوناً)، ذلك على الرغم من وجود أعلى نسبة من معدلات (مقياس سنوات الحياة المعدلة تحت تأثير الإعاقة الجراحية) من نصيب الفرد في العالم أجمع. كما ناقشنا من قبل، إلا أن معدل الإصابات الجراحية يمثل أكبر مساهمٍ في أعباء الأمراض العالمية، بسبب حوادث الطرق التي تحظى بالنصيب الأكبر في حجم الاصابات. ونقلاً عن منظمة الصحة العالمية، تزيد نسبة حوادث الطرق بمعدل 3500 حادثةٍ يومياً، مخلفةً وراءها ملايين من المصابين والمعاقين مدى الحياة. ومن المتوقع أن تنتقل «حوادث الطرق» من المرتبة التاسعة في قائمة الأسباب الرئيسية وراء الوفاة وخسارة الحياة تحت تأثير الإعاقة عالمياً في عام 2004، إلى أعلى خمس أسباب في العالم في حدوث الوفيات في أثناء عام 2030. مما يضع الإصابات محل الصدارة أمام كل الأمراض المعدية مع حلول نفس العام 2030  

### أمراض الجهاز التنفسي والحصبة
تعد التهابات الجهاز التنفسى والأذن الوسطى من الأسباب الرئيسية وراء وفيات الأطفال والرضع. وبالنسبة للراشدين، فينتشر مرض السل(بالإنجليزية: tuberculosis )‏ بدرجه كبيرة، ويتسبب في وقوع نسبةٍ عاليةٍ ورهيبةٍ من التعرض للأمراض والوفاة. هذا وأدى انتشار فيروس نقص المناعة البشرية المكتسب (الإيدز) إلى تزايد معدلات الوفيات نتيجة الإصابة بمرض السل. كما تتزايد عدوى أمراض الجهاز التنفسي نتيجة التواجد بالأماكن الحاشدة المزدحمة. في حين تتسبب مجهودات برامج التطعيم الحالية في منع وقوع نحو 600.000 حالة وفاة كل عام. كما يتسببmorbillivirus في الإصابة بمرض الحصبة (بالإنجليزية: Measles)‏، والذي ينتشر عبر المجاري الهوائية، كما أنه معدٍ جداً، ويتسم بنفس أعراض الإنفلونزا والتي منها الحمى والسعال والتهاب الجيوب الأنفية، ثم بعد أيامٍ قلائلٍ، تتطور تلك الأعراض إلى طفحٍ جلدىٍ عامٍ في الجسم بأكمله. ويمكن الوقاية منها نهائياً وبشكلٍ فعالٍ من خلال التطعيم. وبالرغم من ذلك، فإن 200.000 شخصاً، معظمهم ينتمون لفئة الأطفال الأقل من خمسة أعوامٍ، ماتوا نتيجة الإصابة بالحصبة في عام 2007.  في حين تتسسبب Pneumococci وHaemophilusinfluensae في وفاة نحو 50% من وفيات الأطفال جراء حالات الإصابة بالالتهاب الرئوى (بالإنجليزية: pneumonia)‏، والتي تتسبب أيضاً في الإصابة بأمراض الالتهاب السحائي البكتيري والتهابات العضلات التقيحية. وفي المقابل نجد أن اللقاحات والتطعيمات الجديدة ضد كلٍ من pneumococci و Haemophilusinfluensa تكون مكلفةً جداً في الدول منخفضة الدخل. إلا أنه من المتوقع أن يمنع الاستخدام العالمي لهذين اللقاحين وفاة 1000.000 طفلاً سنوياً. هذا وعلى ضوء تأثير أقصى مدىً طويل، يجب أن يتكامل تطعيم هؤلاء الأطفال مع مقاييس الرعاية الصحية الأولية لهم.

### الأمراض المُسْهِلة
تعتبر عدوى الإسهال السبب في وفاة 17% من الأطفال دون سن الخامسة في جميع أنحاء العالم، مما يجعلها ثاني أكثر الأسباب شيوعاً لوفيات الأطفال في العالم. المرافق الصحية قد تُزيد من العدوى عن طريق الانتقال عبر الأوانى، الأيدى، الذباب، الطعام والماء. ويعتبر فيروس روتا (بالإنجليزية:  Rotavirus)‏ هو أكثر الفيروسات المعدية، والسبب الرئيسى وراء حالات الإسهال الحاد وموت حوالى (20%) في الأطفال. ووفقا لما ذكرته منظمة الصحة العالمية، نجد أن إتخاذ الإجراءات الصحية وحدها غير كافيةٍ للوقاية من الإسهال الناجم عن فيروس روتا. في المقابل نجد أن لقاحات فيروس روتا تتسم بأنها على درجةٍ عاليةٍ من الوقاية، الأمان، والفعالية من حيث التكلفة المتوقعة. أما الجفاف الناتج عن الإسهال فيمكن علاجه بصورةٍ فعالةٍ عن طريق علاج إعادة الترطيب الفمي [[إنج|oral rehydration therapy}} مع خفض ملموسٍ في معدل الوفيات. حيث يمكن علاج الجفاف عن طريق خلط السكر والملح والماء معاً وإعطاءها للطفل المصاب. هذا بالإضافة إلى أن إتخاذ مجموعةٍ من إجراءات التوعية في عملية التغذية والتي منها استخدام مكملات الزنك الغذائية والرضاعة الطبيعية تعد تعزيزاً واضحاً في عملية الوقاية والعلاج كذلك.

### فيروس نقص المناعة المكتسب
يعد فيروس نقص المناعة البشرية المكتسب (الإيدز) أحد الفيروسات الارتدادية (بالإنجليزية:  retrovirus)‏، الذي ظهر للمرة الأولى في مطلع الثمانينات من القرن الماضى. يتطور فيروس نقص المناعة البشرية المكتسب إلى النقطة المصاب فيها الشخص بالإيدز أو متلازمة العوز المناعي المكتسب. حيث يتطور فيروس نقص المناعة البشرية إلى الإيدز لأن الفيروس قد استنفذ الخلايا الليمفاوية التائية (بالإنجليزية:  CD4+ T-cells )‏، التي تعتبر ضرورية لسلامة الجهاز المناعي. تعمل العقاقير المضادة للفيروسات الارتدادية على إطالة العمر وتأخير ظهور مرض الإيدز عن طريق تقليل كمية تواجد فيروس العوز المناعي المكتسب في الجسم.
يتم الانتقال الجنسي لهذا المرض عندما يحدث اتصال بين الإفرازات الجنسية لشخص مصاب مع الأغشية المخاطية الموجودة في المستقيم أو الأعضاء التناسلية أو الفم لشخص آخر. وينشأ ذلك من أسبابٍ عديدة، منها على سبيل المثال لا الحصر، ممارسة الجنس بدون حماية، واستخدام المخدرات عن طريق الحقن، وعمليات نقل الدم، والإبر الغير النظيفة، مما يؤدى إلى انتشار فيروس نقص المناعة البشرية عن طريق الدم وسوائل أخرى. وقد ساد سابقاً الاعتقاد بأن نقص المناعة المكتسب هو مرض يُصاب به مدمنى المخدرات والمثليون جنسياً فقط، إلا أنه قد يصيب أي شخصٍ. إلا أن الطريقية الرئيسية، في العالم أجمع، لانتشار فيروس نقص المناعة البشرية من خلال الاتصال الجنسي بين الذكر والأنثى. ويمكن أيضا أن تنتقل من الحامل إلى جنينها خلال فترة الحمل، أو بعد الحمل عن طريق الرضاعة الطبيعية من لبن الأم. ورغم كونه مرضاً عالمياً قد يصاب به أي شخص، إلا أن هناك تذبذبٍ وعدم تناسقٍ من حيث ارتفاع معدلاته في مناطقٍ معينةٍ من العالم.

### الملاريا
تعتبر الملاريا (بالإنجليزية: Malaria )‏ أحد الأمراض المعدية التي تسببها طفيليات بلاسموديوم المنجلية (بالإنجليزية:  protozoan Plasmodium)‏. وينتقل عدوى ذلك المرض عن طريق لدغات البعوض. وتشتمل الأعراض المبكرة على الحمى والصداع والقشعريرة والغثيان. ويتعرض ما يقرب من 500 مليون فرداً إلى الإصابة بمرض الملاريا في جميع أنحاء العالم، حيث يمثل الأطفال والنساء الحوامل في الدول النامية أكبر نسبة شيوعٍ للتعرض للعدوى. مما يجعل الملاريا تلعب دوراً في إعاقة النمو الاقتصادى للدول المختلفة. وتشمل الآثار الاقتصادية لمرض الملاريا انخفاض الإنتاجية في العمل، مع ارتفاع تكلفة العلاج وزيادة الوقت الذي تستغرقه لتلقي العلاج. إلا أنه من الممكن تقليص حجم الوفيات وتكلفه علاج المصابين عن طريق استخدام الناموسيات المعالجة بالمبيدات الحشرية، وباستخدام العلاج المركب المكون أساساً من مادة أرتيميسينين (بالإنجليزية:  artemisin-based combination therapy)‏ والتي يتم دعمها باستخدام جرعات العلاج الوقائية المتقطعة أثناء فترة الحمل. على الرغم من ذلك، لم تُقَدَّر سوى نسبة 23 ٪ من الأطفال و27 ٪ من النساء الحوامل في أفريقيا لتتمكن من النوم تحت تلك الناموسيات المعالجة بمبيدات الحشرات. 

### التغذية ونقص المغذيات الدقيقة
هناك ما يفوق ملياري شخص في العالم معرضون لخطر نقص المغذيات الدقيقة (بما في ذلك نقص فيتامين (أ) والحديد واليود والزنك. حيث يسهم سوء التغذية بنسبه 53% من معدل الوفيات المرتبط بالأمراض المعدية بين الأطفال ممن هم دون سن الخامسة في العالم النامى. فسوء التغذية يُضعِف جهاز المناعة، وبالتالي يُزيد من تكرار وشدة ومدة أمراض الطفولة (بما في ذلك الحصبة والالتهاب الرئوي والإسهال وتتوسط نقص المغذيات الدقيقة الاحتمالات العقلية والنمو والتنمية والقدرة الإنتاجية للراشدين.
على الرغم من ذلك، تمثل العدوى سبباً هاماً ومساهماً في سوء التغذية. على سبيل المثال، تسبب أنواع العدوى المعوية الإسهال، وفيروس نقص المناعة البشرية والسل والطفيليات المعوية، هذا بالإضافة إلى أ، العدوى المزمنة تزيد من معدل الإصابة بخسارة الوزن وفقر الدم.
يعانى 50 مليون طفلاً ممن هم دون سن الخامسة من نقص فيتامين (أ). حيث ارتبط هذا النقص بالإصابة بمرض العشى أو العمى الليلي (بالإنجليزية: night blindness)‏. إلا أن النقص الحاد في فيتامين (أ) يؤدي إلى الإصابة بأمراض xerophtalmia وقرح القرنية، وهى تلك الحالة التي قد تؤدى إلى الإصابة بالعمى الكلى. ويساهم فيتامين (أ) أيضا في وظيفة جهاز المناعة والحفاظ على صحة الفرد وصبغة البشرة الخارجية. لهذا السبب فإن نقص فيتامين (أ) يؤدى إلى استعدادٍ مستمرٍ ومتزايدٍ للإصابة بالعدوى والمرض. وفي الواقع فإن فيتامين (أ) يُسهم في خفض معدل وفاة الأطفال بنسبة 23% في المناطق التي ترتفع فيها نسبة النقص في فيتامين (أ).
أما نقص الحديد فيؤثر على ما يقرب من ثلث نساء وأطفال العالم، حيث يسهم بدوره في الإصابة بفقر الدم جنباً إلى جنب مع غيره من نقص التغذية والأمراض المعدية، كما يرتبط بمعدل وفيات الأمهات، معدل الوفيات قبل الولادة، والتأخر العقلي على الصعيد العالمي. وبالنسبة للأطفال المصابين بفقر الدم، تعمل مكملات الحديد، مصاحبةً لغيرها من المغذيات الدقيقة على تحسين الصحة ومستوى الهيموجلوبين. هذا ويؤدي نقص الحديد إلى إعاقة القدرة على التعلم، والتطور العاطفي والمعرفي عند الأطفال.
يعتبر نقص اليود هو السبب الرئيسي وراء التخلف العقلي الذي يمكن الوقاية منه. حيث أن ما يصل إلى 50 مليون رضيعاً يولدون سنوياً يتعرضون لخطر نقص اليود. ومن ثم فينبغي إدراج النساء الحوامل اللاتي تعانين من نقص اليود ضمن تلك العينة السكانية المستهدفة لهذا التدخل العلاجى الصحى، بصورةٍ خاصةٍ، لأن النساء الحوامل اللاتي تعانين من نقص اليود اليود تزداد مواجهتهن لمخاطر الإجهاض وينخفض احتمال نمو الأطفال الرضع. في حين تساعد الجهود العالمية المبذولة من أجل إضافة أملاح اليود على المساعدة في القضاء على تلك المشكلة.
ونقلاً عن لازيرين وفيشر وآخرون، فإن نقص الزنك قد يزيد من مخاطر الوفاة نتيجة الإصابة بالإسهال والالتهاب الرئوي والملاريا. حيث يُعتقد أن السبب وراء وفاة ما يقرب من 30 ٪ من أطفال العالم يرجع إلى نقص الزنك. وقد إتضح أن المكملات الغذائية تُقلل من مدة نوبات الإصابة بالإسهال.
وهنا تشتمل التدخلات لمنع سوء التغذية على كلٍ من المغذيات الدقيقة التكميلية، إثراء الأغذية الأساسية كالبقوليات، التنويع الغذائي، وإتخاذ اجراءاتٍ صحيةٍ للحد من انتشار الأمراض المعدية، بالإضافة إلى تشجيع وتعزيز الرضاعة الطبيعية. حيث يهدف التنويع الغذائي مثلاً إلى زيادة استهلاك المغذيات الدقيقة الحيوية في الوجبة الغذائية العادية. يتم ذلك عن طريق التربية، تعزيز الأنظمة الغذائية المتنوعة، وتحسين فرص الحصول على الأطعمة الغنية بالمغذيات الدقيقة والمنتجة محلياً.

### الأمراض المزمنة
تتزايد الأهمية النسبية للأمراض المزمنة. فعلى سبيل المثال، نجد أن معدلات الإصابة بسكري النمط الثاني، المصاحبة لأمراض السمنة، آخذةٌ في الارتفاع في تلك الدول التي لوحظ وجود ارتفاعٍ تقليديٍ لمستويات الجوع بها. ومن المتوقع أن يزداد عدد الأفراد المصابين بداء السكري، في الدول المنخفضة الدخل، من 84.000.000 إلى 228.000.000 بحلول عام 2030. كما يمكن الوقاية من السمنة، حيث لوحظ أيضاً أنها ترتبط بالعديد من الأمراض المزمنة، بما في ذلك الإصابة بأمراض القلب والأوعية الدموية والسكري والسكتة الدماغية والسرطان وأمراض الجهاز التنفسي. وقد شكلت السمنة حوالي 16 ٪ من العبء العالمي للمرض، كما تقاس السنوات الواقعة تحت تأثير الإعاقة، بتأثرها بالإصابة بالسمنة.

## التدخلات الصحية
تشمل التدخلات المثبتة بالأدلة في تحسين صحة الطفل وبقائه على الحياة على: تعزيز الرضاعة الطبيعية، مكملات الزنك الغذائية، تزويد الأطعمة بفيتامين (أ)والتزد بالمكملات الغذائية الخاصة به، إضافة اليود إلى الملح، غسل اليدين، النظافة الصحية، العلاجات الصحية، التطعيم، وعلاج سوء التغذية الحاد الوخيم. أما في المناطق الموبوءة بالملاريا، فتستخدم الناموسيات المعالجة بمبيدات الحشرات بالإضافة إلى العلاجات الدوائية المتقطعة لتقليص أعداد الوفيات.

 وبناءً على هذه الدراسات، فيقترح مجلس الصحة العالمية (بالإنجليزية: Global Health Council)‏ قائمةً من 32 إجراءً وتدخلاً صحياً، من الممكن أن يساهم في إنقاذ ملايين الأرواح سنوياً. 
ولكى تكون تلك القائمة أكثر فعالية، تحتاج إلى تدخلاتٍ مناسبةٍ على الصعيد المحلي، وإلى أن تكون مناسبةٌ للوقت الذي تقدم فيه بالإضافة أن يتكون متكافئة ومتعادلة التوزيع، وكذلك إلى تحقيقها أقصى قدر من التغطية للعينة المستهدفة من السكان. فالتدخلات التي تنطوى على تغطيةٍ جزئيةٍ فقط قد لا تكون فعالة من حيث التكلفة. فعلى سبيل المثال، كثيراً ما تفشل برامج التطعيم ذات التغطية الجزئية في الوصول إلى من هم أكثر تعرضاً لمخاطر الإصابة بالأمراض. علاوةً على ذلك، فإن تقديرات التغطية قد تكون مضللة إذا لم يوضع التوزيع في الاعتبار. وبهذا، قد يبدو متوسط التغطية الوطنية كافٍ إلى حد ما، ولكن برغم ذلك قد يكون غير كافٍ عند تحليله بصورةٍ مفصلةٍ. وقد أطلق على هذه الظاهرة 'مغالطة التغطية'.
وقد تم تتبع التقدم المحرز في تغطية التدخلات الصحية، ولا سيما فيما يتعلق بصحة الطفل والأم (المرامي الإنمائية للألفية 4 و5)، في 68 دولةٍ، من البلدان المنخفضة الدخل، تحت رعاية مجموعهٍ تقودها منظمة اليونسيف يطلق عليها العد التنازلى حتى 2015. حيث وُجِدَ أن بهذه البلدان ما يقدر بنسبة 79 % من وفيات الأمهات والأطفال. 

## قراءات إضافية
- Jacobsen KH (2008) مقدمة للصحة العالمية. Jones and Bartlett
- Skolnik R (2008) الصحة العامة الأساسية: أساسيات الصحة العالمية. Jones and Bartlett.
- Levine R (Ed) (2007) الصحة العامة الأساسية: أساسيات الصحة العالمية. Jones and Bartlett.
- مجموعة الكتب منتقاة من كلية الصحة والرعاية الاجتماعية بجامعة هل. ويمثل كلٌ منها مصدراً ضرورياً لاستكمال درجة البكالريوس في الأمراض والصحة العالمية (تنمية م الصحة الدولية والإغاثة الإنسانية) بالإضافة إلى القضايا المعاصرة في الوحدة الأولى من الصحة العالمية ووحدتي الصحة العالمية.
- انطلاق حملات الصحة العالمية Steven Palmer. Ann Arbor, University of Michigan Press, 2010.

## وصلات خارجية
- الصحة العامة تمثل مجالاً ساخناً من أجل جيلاً عالمياً - (Washington Post)September 19, 2008
- لمحة عامة عن الصحة العالمية
- الموقع الرسمي للصحة العالمية